# Ponti di Badia
Ponti di Badia (già Casa Galera) è una frazione del comune di Castiglione della Pescaia, in provincia di Grosseto.

## Geografia fisica
Località turistica che si è venuta a formare sulla strada provinciale Castiglionese, nei pressi dei due ponti sul fiume Bruna e il torrente Ampio, è oggi conosciuta per la presenza di ristoranti e agriturismi che attirano nei mesi estivi turisti italiani ed europei. La frazione è situata al confine tra il comune di Castiglione della Pescaia e quello di Grosseto, nei pressi della Riserva naturale Diaccia Botrona.

## Storia
Un agglomerato era già esistente dai tempi degli Etruschi, e sembra che questo territorio sia stato in passato il porto dell'antica città di Vetulonia, che si affacciava sullo ormai scomparso Lago Prile, in comunicazione con il mare. Durante il periodo romano, ivi sorgeva una villa romana, ad oggi scomparsa, fatta costruire da Publio Clodio verso la metà del I secolo a.C., circostanza ricordata anche da Cicerone nell'orazione intitolata Pro Milone: tale evento conferì anche la denominazione all'antica isola del Lago Prile su cui sorgeva, Isola Clodia. Inoltre. la tradizione vuole che nella villa abbia risieduto Lesbia, la donna amata dal poeta Catullo. Cicerone racconta come i Clodi, colpiti dalla bellezza del luogo, chiesero al proprietario Paconio di vender loro degli appezzamenti di terreno, ma al suo rifiuto, i Clodi, per tutta risposta, fecero occupare l'isola con delle navi e iniziarono comunque la costruzione della villa. Il lago Prile, asciugatosi nei secoli successivi, è andato a formare l'area paludosa della Diaccia Botrona. Inoltre, i resti di ville romane in tutto il territorio fanno supporre che la Badiola fosse abitata dal fiore della nobiltà romana, un luogo d'elite utilizzato per trascorrervi le vacanze.
In epoca altomedievale, una delle ville venne trasformata in convento, possedimento dell'abbazia di Sant'Antimo, che poi lo cedette all'abbazia di Sestinga nella seconda metà del XII secolo: il complesso monastico, noto come "Badia", darà poi il nome all'intero territorio circostante, nonché il centro abitato, che verrà chiamato "Badiola" o "Badia al Fango". Nella prima metà del XIII secolo la zona fu conquistata dai Lambardi di Buriano che aggiunsero questo territorio ai beni in loro possesso nella località di origine. Nel XIV secolo il territorio passò ai Pisani, i quali vi costruirono un attrezzato porto, conosciuto come Casa Galera dal tipo di imbarcazioni che vi ormeggiavano. Successivamente, terminata l'egemonia pisana, sorsero numerose controversie tra Grossetani e Castiglionesi per l'esercizio e il controllo delle attività di pesca e di raccolta del sale nell'antico Lago Prile; le controversie ebbero fine attorno sul finire del secolo con l'annessione di questa area al Principato di Piombino. Nella prima metà del XV secolo, il dilagare della malaria e le ricorrenti lotte tra varie fazioni per il controllo della pianura portarono ad un rapido abbandono del luogo, sia dagli abitanti che preferivano le aree collinari più salubri, sia dai religiosi dell'abbazia che si trasferirono in altre strutture conventuali. Fu nell'estate del 1448 che il paese conobbe la sua definitiva rovina: con la discesa in Maremma del re di Napoli Alfonso V d'Aragona, alla testa del proprio esercito, che muoveva verso Piombino per dare atto alla relativa battaglia, Badia al Fango fu messa a ferro a fuoco e distrutta, con gli abitanti rifugiati nei vicini centri. Mai più ricostruita e ripopolata del tutto, rimase attiva soltanto l'antica struttura ecclesiastica.
Nel XIX secolo la Badiola finì per essere utilizzata come tenuta di caccia dei granduchi di Lorena, che nella zona tra Castiglione della Pescaia e Grosseto possedevano anche la non lontana tenuta in cui attualmente sorge il Centro Allevamento Quadrupedi. Con le opere di bonifica attuate da Leopoldo II di Lorena e Leonardo Ximenes, inizia a svilupparsi un insediamento sul fiume Bruna, e proprio per la sua posizione, da allora è stato denominato Ponti di Badia.

## Monumenti e luoghi d'interesse

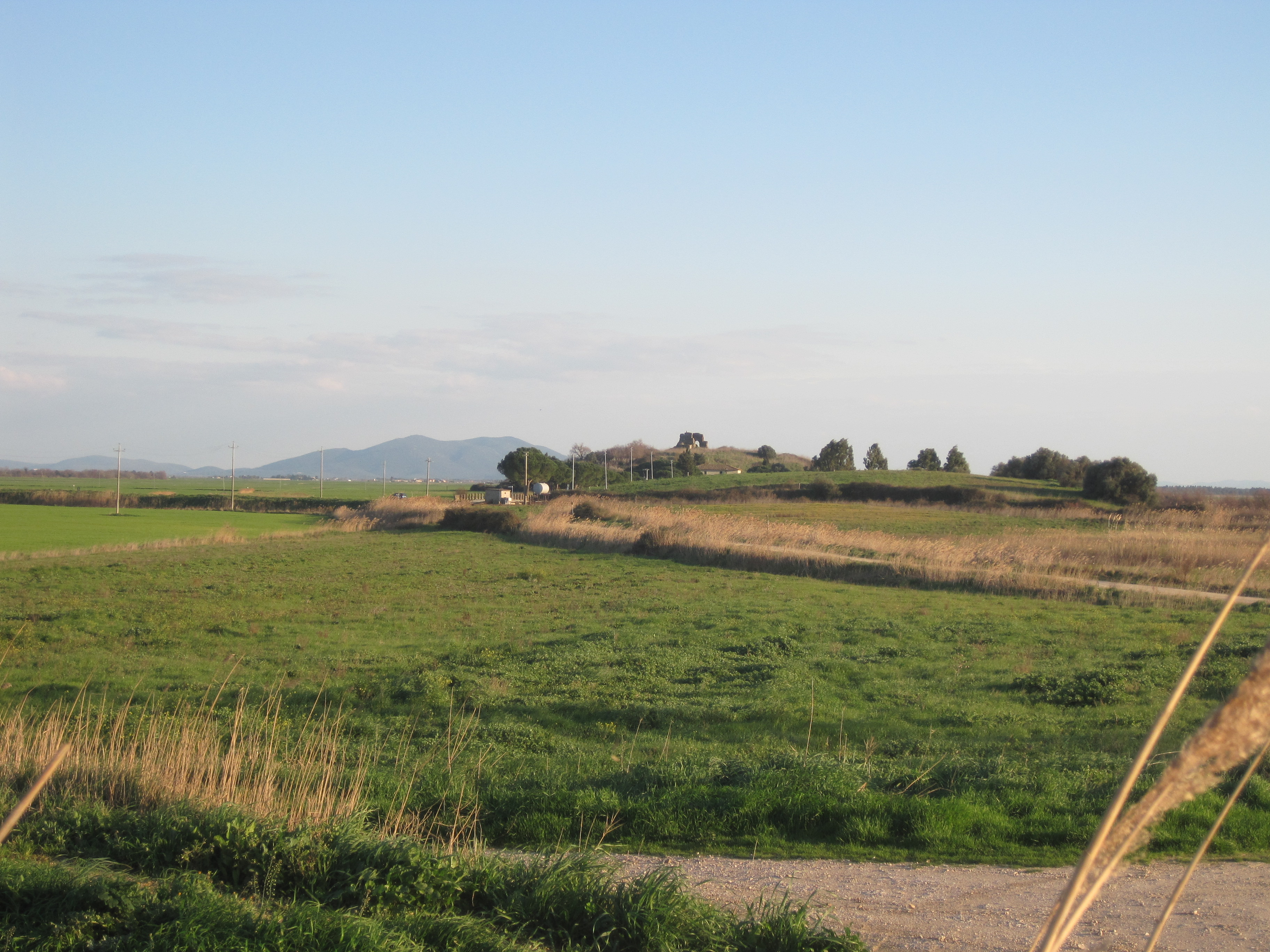
L'Isola Clodia ai Ponti di Badia

### Architetture religiose
- Abbazia di San Pancrazio al Fango, situata sull'altura nota come Isola Clodia, al confine con il territorio comunale di Grosseto. In epoca romana qui sorgeva una villa, citata anche da Cicerone nel Pro Milone, mentre l'edificazione della chiesa è da far risalire al periodo altomedievale, come possedimento dell'abbazia di Sant'Antimo, che poi lo cedette all'abbazia di Sestinga nella seconda metà del XII secolo. Attualmente si presenta sotto forma di ruderi.
- Cappella della Badiola, cappella gentilizia della fattoria lorenese della Badiola, è stata costruita nella prima metà del XIX secolo come edificio di culto dei granduchi di Toscana.

### Architetture civili
- Fattoria della Badiola, storico complesso settecentesco, è nata come tenuta di caccia dei granduchi di Lorena, caratterizzato dalla villa padronale e dalla fattoria collegate da un giardino d'inverno; tra gli annessi spiccano la cappella e il granaio. Oggi è un rinomato agriturismo e ospita il noto ristorante L'Andana dello chef francese pluristellato Alain Ducasse.

## Società

### Evoluzione demografica
Quella che segue è l'evoluzione demografica del centro abitato di Ponti di Badia.
| Anno | Abitanti |
| ---- | -------- |
| 1961 | 150      |
| 1981 | 34       |
| 2001 | 21       |
| 2011 | 47       |